# Момпер, Иос де
Иос де Момпер Младший, или Йос де Момпер Младший (нидерл. Joos de Momper, Joost de Momper; 1564, Антверпен — 5 февраля 1635, Антверпен) — южно-нидерландский (фламандский) живописец-пейзажист, представитель позднего северного маньеризма.

## Биография
Йоос де Момпер родился в семье живописца Бартоломеуса де Момпера Старшего и Сюзанны Халфроос, был назван в честь своего деда, также художника-пейзажиста. Отец, который был художником, печатником, издателем и торговцем произведениями искусства, стал первым учителем Йооса.
В 1581 году Йоос когда ему было семнадцать лет стал мастером антверпенской Гильдии Святого Луки. В 1611 году он был избран деканом гильдии. Предполагалось, что в 1580-х годах он отправился учиться в Италию. Свидетельством этой поездки стало то, что пейзажные фрески в церкви Сан-Витале в Риме, ранее приписывавшиеся Паулю Брилю, были поручены Йоосу де Момперу Младшему.
4 сентября 1590 года Йоос де Момпер женился на Элизабет Гобейн. У пары было десять детей, из них Филипп де Момпер стал художником. Другой художник — Гаспар де Момпер был либо сыном, либо племянником Йооса.
Де Момпер пользовался покровительством на высоком уровне, о чём свидетельствует тот факт, что Изабелла Клара Евгения, испанская инфанта, штатгальтер южных Нидерландов, направила в 1616 году письмо магистрату Антверпена с просьбой освободить де Момпера от уплаты налогов и сборов.
Де Момпер скончался в Антверпене 5 февраля 1635 года. Он оставил большие долги, а его имущество было распродано кредиторами.
Знаменитый историограф Карел ван Мандер упомянул Йооса де Момпера как известного живописца Фландрии в «Книге о художниках», а его гравированное изображение Антонис Ван Дейк включил в свою «Иконографию».

## Творчество
Де Момпер в основном писал пейзажи — жанр, за который художника ценили ещё при жизни. Однако лишь небольшое количество из пятисот картин, приписываемых де Момперу, подписаны и только одна датирована. Он часто сотрудничал с такими художниками, как Франс Франкен Второй, Питер Снайерс, Ян Брейгель Старший и Ян Брейгель Младший, которые писали фигуры в его пейзажах.
В пространственно-живописном построении картин де Момпер следовал традиционному принципу голландской живописи: тёмный коричневатый передний план, зеленовато-светлый второй и голубоватый, воздушный третий, дальний.
Работы Де Момпера вдохновлены в том числе крутыми скалистыми альпийскими склонами и высокими скальными массивами, изображёнными в картинах и рисунках Питера Брейгеля Старшего. Его близость к Брейгелю заметна в таких произведениях, как зимние пейзажи или изображениях сельскохозяйственных работ, например сбора зерна. Одна из его работ, изображающая шторм на море, ранее приписывалась Питеру Брейгелю, но теперь её обычно относят к де Момперу. Также показательно в этом отношении раннее произведение Йооса де Момпера «Падение Икара» (Национальный музей Швеции, Стокгольм), где художник процитировал мотивы одноимённой картины Брейгеля Старшего. У Брейгеля Старшего картина полна философского смысла: маленькая фигурка погибающего Икара незаметна посреди «вселенского пейзажа». Картина молодого Момпера — обычная иллюстрация античного мифа.
Творчество Момпера находится на этапе перехода от маньеризма конца XVI века к большему реализму в пейзажной живописи, развившемуся в начале XVII века.
Как и большинство фламандских художников, Йоос де Момпер был привлечён к созданию картонов (подготовительных рисунков) для шпалер Брюссельской мануфактуры. Способности Йооса де Момпера соответствовали специфике работы над композициями для вердюр, где преобладали пейзажи и растения. Об этом свидетельствуют сведения о денежных выплатах мастеру за созданные им картоны от 1595 года.
Его учениками были его сын Филипп де Момпер и Луи де Коллери. Среди его последователей были его племянник Франс де Момпер и Геркулес Сегерс.

## Момпер и Арчимбольдо
Существует связь между творчеством двух художников фламандского маньеризма: Йооса де Момпера и Джузеппе Арчимбольдо — современников, хотя Момпер был моложе Арчимбольдо. Представитель позднего маньеризма во Фландрии, Момпер охотно создавал вымышленные пейзажи, хотя и с учётом реальных зарисовок гор, скал, рек, пещер, растущих или поваленных деревьев. Впоследствии он подпал под влияние Арчимбольдо, хотя и не стал копировать его картины, как поступали подражатели мастера: арчимбольдески.

## Галерея

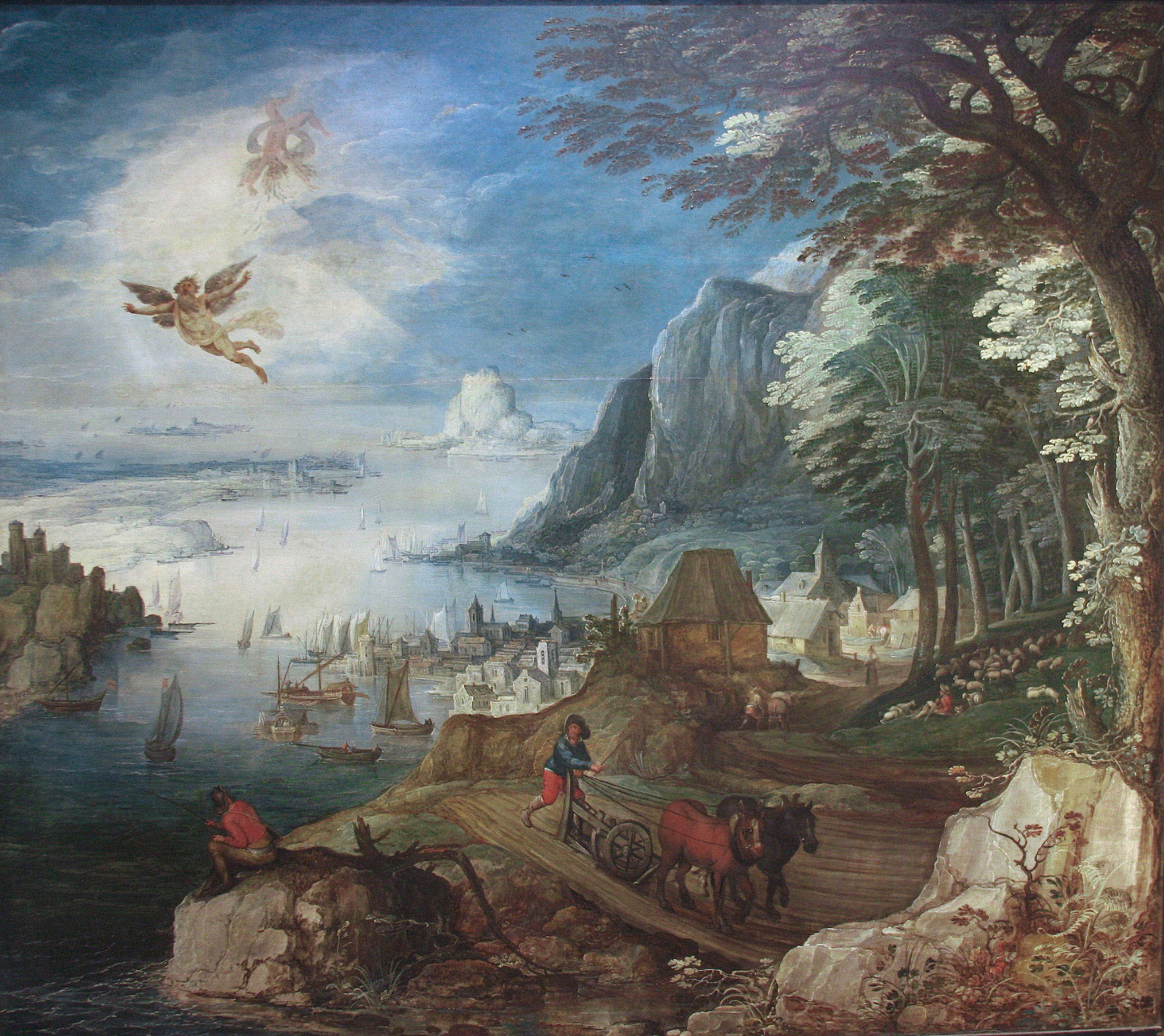
Пейзаж с падением Икара. Между 1579 и 1635. Дерево, масло. Национальный музей изобразительных искусств, Стокгольм
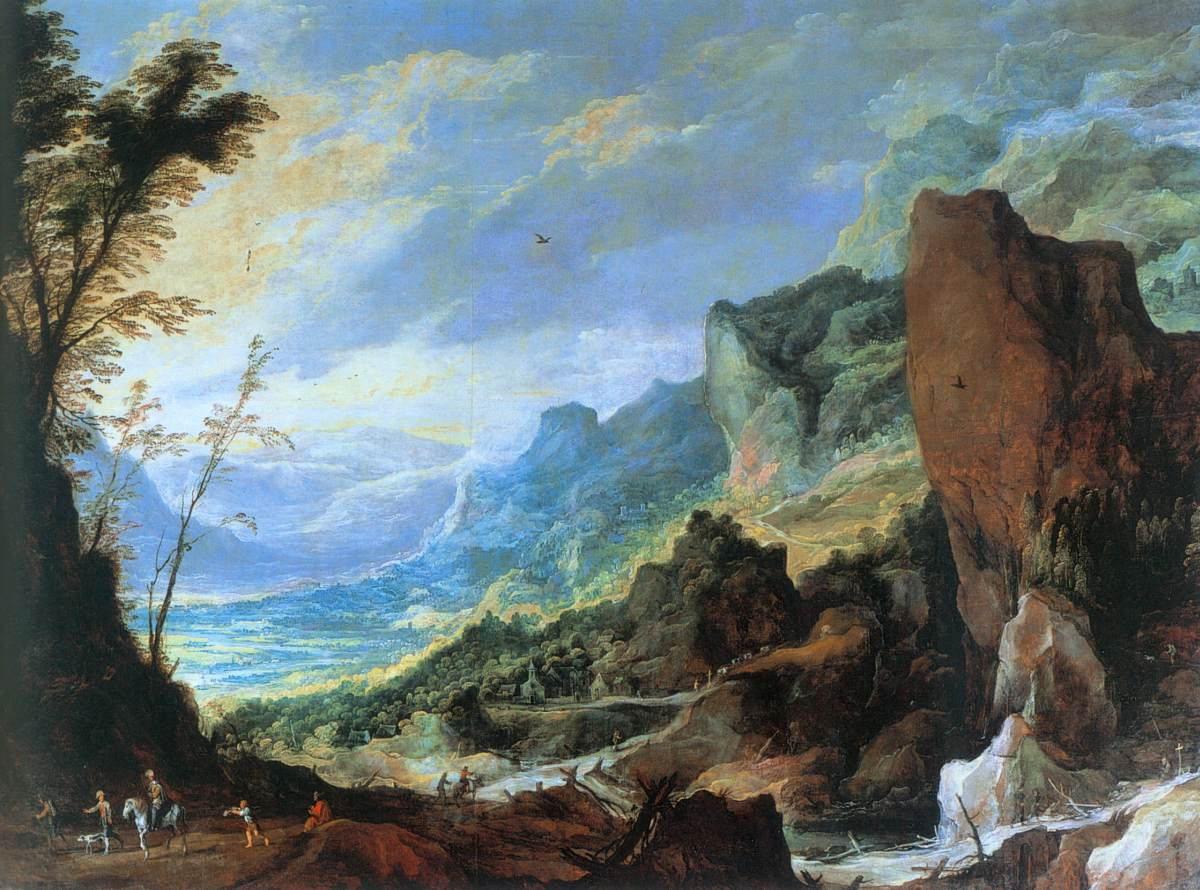
Горный пейзаж. 1620—1630. Холст, масло. Музей истории искусств, Вена
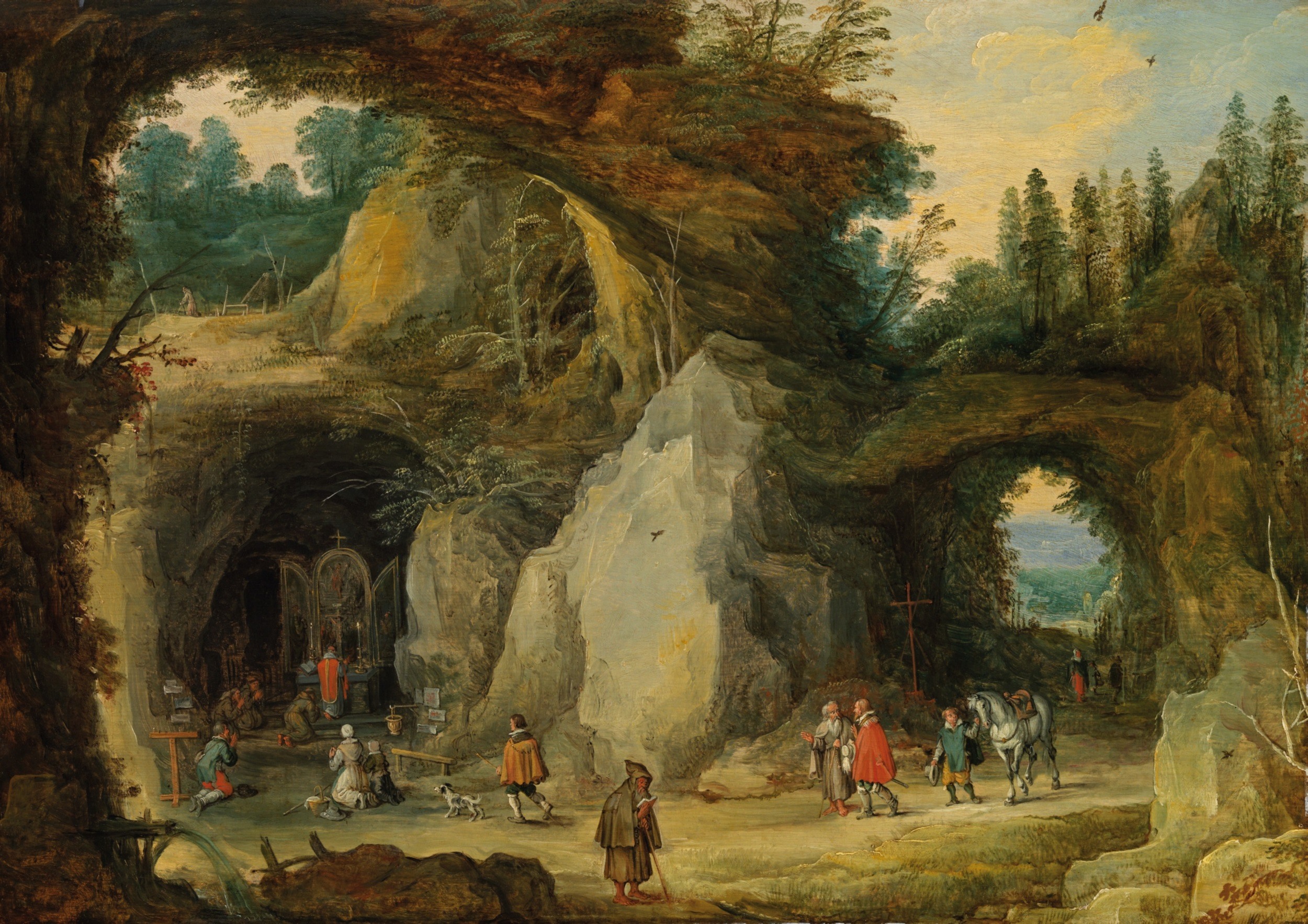
Горный пейзаж с пилигримами и пещерной капеллой. Ок. 1626. Дерево, масло. Совместно с Я. Брейгелем Старшим.  Коллекция Лихтенштейнов, Вена
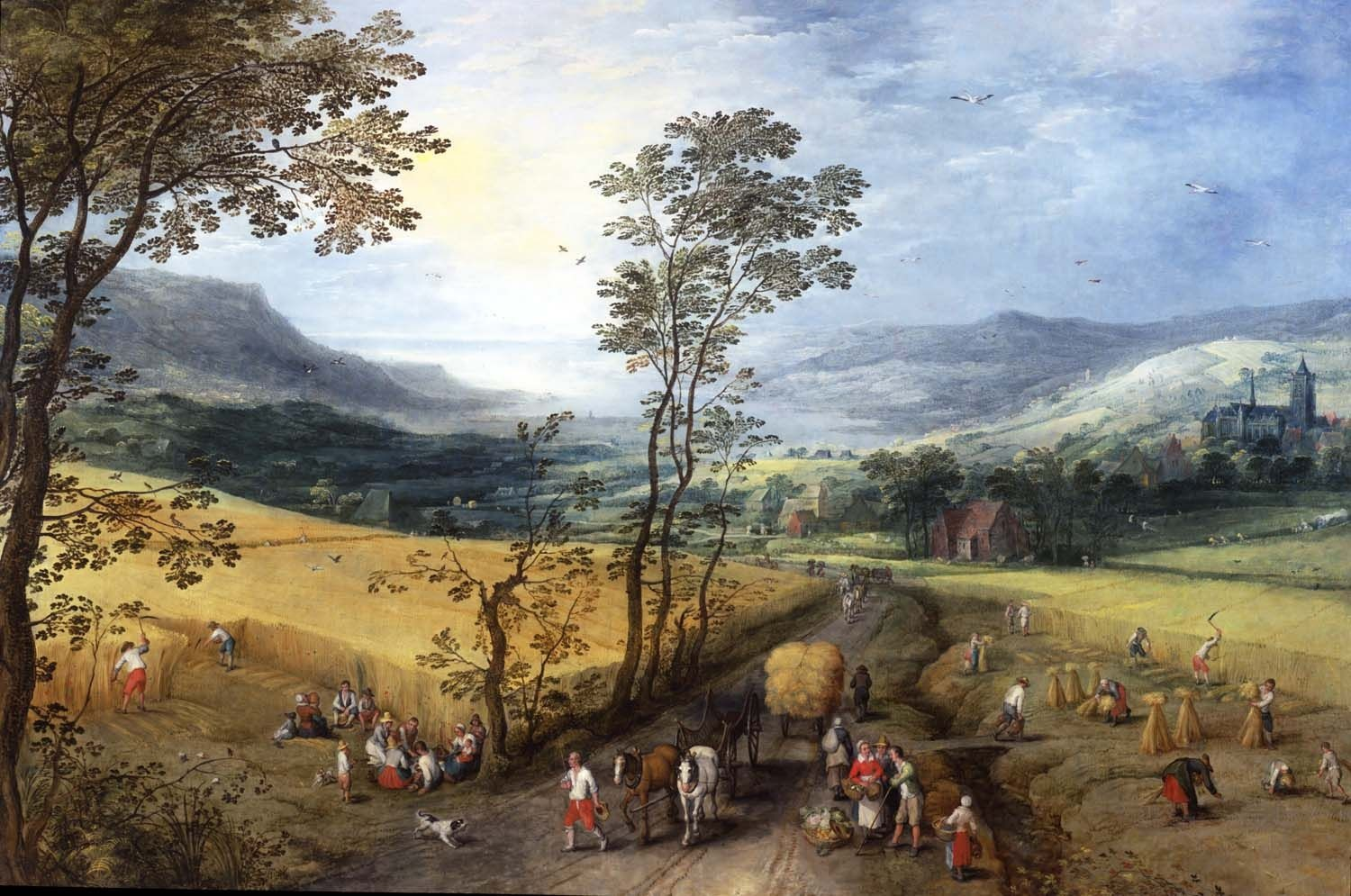
Летний пейзаж с сенокосом. Ок. 1610. Холст, масло. Совместно с Я. Брейгелем Старшим. Музей искусств, Толидо, Огайо, США
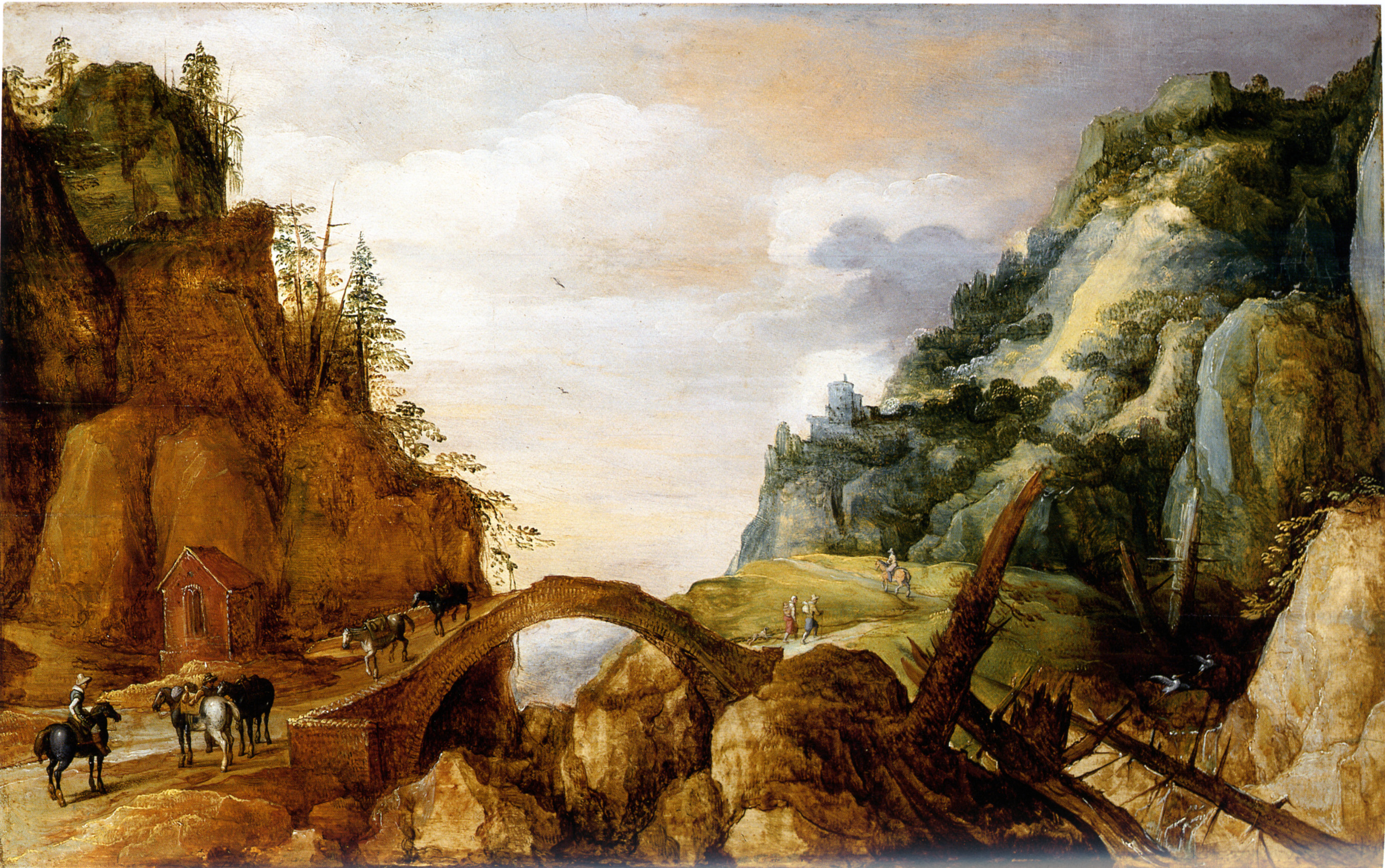
Горный пейзаж с мостом через реку. 1601. Дерево, масло